# ユナイテッド・タレント・エージェンシー
ユナイテッド・タレント・エージェンシー（United Talent Agency、略称：UTA）とは、アメリカ合衆国の大手エージェンシーの1つ。
クリエイティブ・アーティスツ・エージェンシー、ウィリアム・モリス・エンデヴァー、ICMパートナーズ、と並び、ハリウッド４大エージェンシーに数えられる。　

## 主なクライアント

### 俳優
- アシュレー・オルセン
- アリシア・シルバーストーン
- エイダン・クイン
- エリザベス・ハーレー
- エリザベス・バンクス
- オーウェン・ウィルソン
- キリアン・マーフィー
- クーパー・コック
- ザ・ロック
- サンドラ・オー
- サラ・ミシェル・ゲラー
- ジェームズ・カーン
- ジェイソン・ベイトマン

- シガニー・ウィーバー
- ジェニファー・ロペス
- ジョニー・デップ
- ジャド・アパトー
- ジャスティン・ロング
- ジョーン・キューザック
- ジョセフ・ファインズ
- セス・ローゲン
- ソフィア・ブッシュ
- タラジ・P・ヘンソン
- ティモシー・シャラメ
- デヴィッド・アークエット
- ドン・チードル

- ニコール・リッチー
- パトリック・デンプシー
- ハリソン・フォード
- ブランドン・ラウス
- ブルック・シールズ
- ホープ・デイヴィス
- マイケル・ピット
- マイリー・サイラス
- マシ・オカ
- メアリー＝ケイト・オルセン
- ライアン・レイノルズ
- リヴ・タイラー

- リス・エヴァンス
- リーリー・ソビエスキー
- ルーカス・ハース
- レイチェル・マクアダムス
- ポール・ジアマッティ

- ハ・ジウォン

### 歌手・ミュージシャン
- グウェン・ステファニー
- キズナアイ
- BAND-MAID

### 映画監督・脚本家
- アラン・ボール
- カーティス・ハンソン
- コーエン兄弟
- ウェス・アンダーソン